# Provitamín
Provitamín je prekurzor vitamínů, podle potřeby je kdykoliv přeměňován na aktivní formu vitamínu.
S tímto termínem se setkáváme hlavně u vitamínu A. Ten se vyskytuje pouze v živočišných potravinách, zatímco jeho provitamín se nachází převážně v rostlinách. Jeho provitamíny jsou karotenoidy: hlavně β-karoten, dále α-karoten, γ-karoten, kryptoxanthin a lykopen.
Provitamínem vitamínu D2 (ergokalciferolu) je ergosterol, provitamín vitamínu D3 (cholekalciferolu) je 7-dehydrocholesterol. Pro přeměnu obou těchto provitamínů na příslušné vitamíny je třeba UV záření.